# Carlota Bilbao
Carlota Bilbao (Chihuahua, 2 de marzo de 1918-Madrid, 26 de octubre de 2016) fue una actriz mexicana.

## Biografía
Nació en el estado mexicano de Chihuahua en 1918. Se mudó a España, donde debutó en el cine en 1947, con la película Dos cuentos para dos, dirigida por Luis Lucía. Gozaría de gran éxito en este país en los años cincuenta y sesenta gracias a su actuación en filmes como Marcelino, pan y vino (Ladislao Vajda, 1954), Educando a papá (Fernando Soler, 1955) y Mi noche de bodas (Tulio Demicheli, 1961).
Falleció en Madrid el 26 de octubre de 2016, a causa de una neumonía, cuando tenía 98 años.

## Filmografía
| - Cancionera (1939) - El frente de los suspiros (1942) - Cristina Guzmán (1943) - Dos cuentos para dos (1947) - El marqués de Salamanca (1948) - María de los Reyes (1948) - Noche de Reyes (1949) - Filigrana (1949) - 39 cartas de amor (1950) - Tres ladrones en la casa (1950) - Séptima página (1951) - Educando a papá (1955) - Marcelino, pan y vino (1955) - Suspenso en comunismo (1956) - Un abrigo a cuadros (1957) - Una mujer para Marcelo (1958) - Un hombre tiene que morir (1959) | - Carta al cielo (1959) - Y después del cuplé (1959) - El amor que yo te di (1960) - La rana verde (1960) - Mi noche de bodas (1961) - Canción de cuna (1961) - La banda de los ocho (1962) - La tela de araña (1963) - Escuela de maridos (1963) - Alerte a Gibraltar (1964) - El pecador y la bruja (1964) - La vida nueva de Pedrito de Andía (1965) - La mujer perdida (1966) - Fray Torero (1966) - ¿Es usted el asesino? (1967) - El perfil de Satanás (1969) - La boda del señor cura (1979) |